# A8-as autópálya (Franciaország)
Az A8-as autópálya, másik nevén La Provençale, 223 km hosszú aszfaltcsík Franciaország délkeleti részén, Aix-en-Provence és az olasz határ között.

## Útvonal
Az A8-as autópálya az A7-esből indul keletre a Côte d'Azur (Nizza, Monaco, Olaszország) felé. 

## Története
1956-ban létrejött az ESCOTA azzal a céllal, hogy Aix-en-Provence és az olasz határ közötti korszerű útkapcsolatot kiépítse. 1961-ben megnyitották a Fréjus - Mandelieu-la-Napoule, majd tovább Nizza
közelében a Cagnes-sur-Merig tartó szakaszt. 1969-ben átadásra került a díjfizető kapu Roquebrune-Cap-Martin és az olasz határ közötti szakasz is. Először csak az egyik oldali pályát adták át, a tehergépjárművek közlekedését megtiltották. A következő évben elkészült másik oldali pálya átadásával egyetemben a teherautók számára is megnyitották a szakaszt. A Ventimiglia felől Nizza felé haladó pályán a 10%-ot meghaladó lejtő miatt a nehézgépjárműveknek kavicsággyal kialakított fékező műtárgyakat építettek ki. Az autópálya jellemzően 2x3 sávos kialakítású, de 2x4 sávos szakaszok is jellemzőek a nagyvárosok közelében. A Menton és az olasz határ között továbbra is 2x2 sávos szakasz található. Érdekessége, hogy az államhatár egy alagútban van, amelyet külön nem jeleznek, de fenntartási határok és eltérő műszaki állapot alapján könnyen beazonosítható.

## Csomópontok
- 28 : A7 autóút, Coudoux
- Aires de repos: Ventabren
- 29 18 km: Aix-en-Provence (ouest)
- 28 : A51 autóút
- 30 19 km: Aix-en-Provence (pont de l'Arc)
- 31 21 km: Aix-en-Provence (est)
- 32 27 km: N7 Châteauneuf-le-Rouge
- Péage de La Barque
- : A52 autoroute
- Aires de service: Rousset (eastbound) L'Arc (westbound)
- 33 47 km: Pourrières
- Aires de repos: Saint-Hilaire (eastbound) Barcelone (westbound)
- 34 58 km: Saint-Maximin-la-Sainte-Baume
- Aires de service: Cambarette
- 35 74 km: Brignoles
- Aires de repos: Roudai/Candumy
- : A57 autoroute
- Aires de service: Vidauban
- 36 118 km: Draguignan / Le Muy, Gulf of Saint-Tropez
- Aires de repos: Jas Pellicot
- Aires de service: Canaver
- 37 129 km: Fréjus / Puget-sur-Argens
- Péage de Le Capitou/Fréjus Ouest
- 38 134 km: Fréjus / Saint-Raphaël
- Aires de service: L'Esterel
- 39 145 km: les Adrets-de-l'Esterel
- 40 157 km: Mandelieu-la-Napoule
- 41 159 km: Cannes / Les Tourrades
- 42 165 km: Cannes / Mougins
- Aires de repos: Piccolaret
- Aires de service: Breguieres
- 44 171 km: Antibes Ouest, Sophia Antipolis
- Péage d' Antibes Ouest
- 46 178 km: Villeneuve-Loubet / Bouches du Loup
- 47 179 km: Villeneuve-Loubet Centre
- 48 181 km: Cagnes-sur-Mer
- 49 185 km: Saint-Laurent-du-Var
- 50 186 km: Nice (promenade des Anglais)
- 51 187 km: Nice (Saint-Augustin)
- Péage de Nice Saint-Isidore
- 52 190 km: Nice (Saint-Isidore)
- 54 197 km: Nice (nord)
- 55 199.5 km: Nice (l'Ariane)
- 56 :  Monaco (A500 Spur)
- Péage de La Turbie
- 57 208 km: La Turbie
- Aires de service: La Scoperta (eastbound) Beausoleil (westbound)
- 58 214 km: Roquebrune-Cap-Martin
- 59 220 km: Menton
- Fizető kapu
- 224 km  Autostrada A10 (Italy)